# قيصل
قَيْضَل (الاسم العلمي: Pinna)، جنس حيوانات بحرية من الرخويات ذوات الصدفتين تتبع فصيلة القيصليات.
نوع النمطي للجنس هو Pinna rudis.
أكثر الأنواع التي تمت دراستها بشكل كامل في الجنس هو قيصل نبيل P. nobilis، وهي صدفة قلمية من البحر الأبيض المتوسط كانت مهمة تاريخيا كمصدر رئيسي لحرير البحر.